# Велосипедний ланцюг

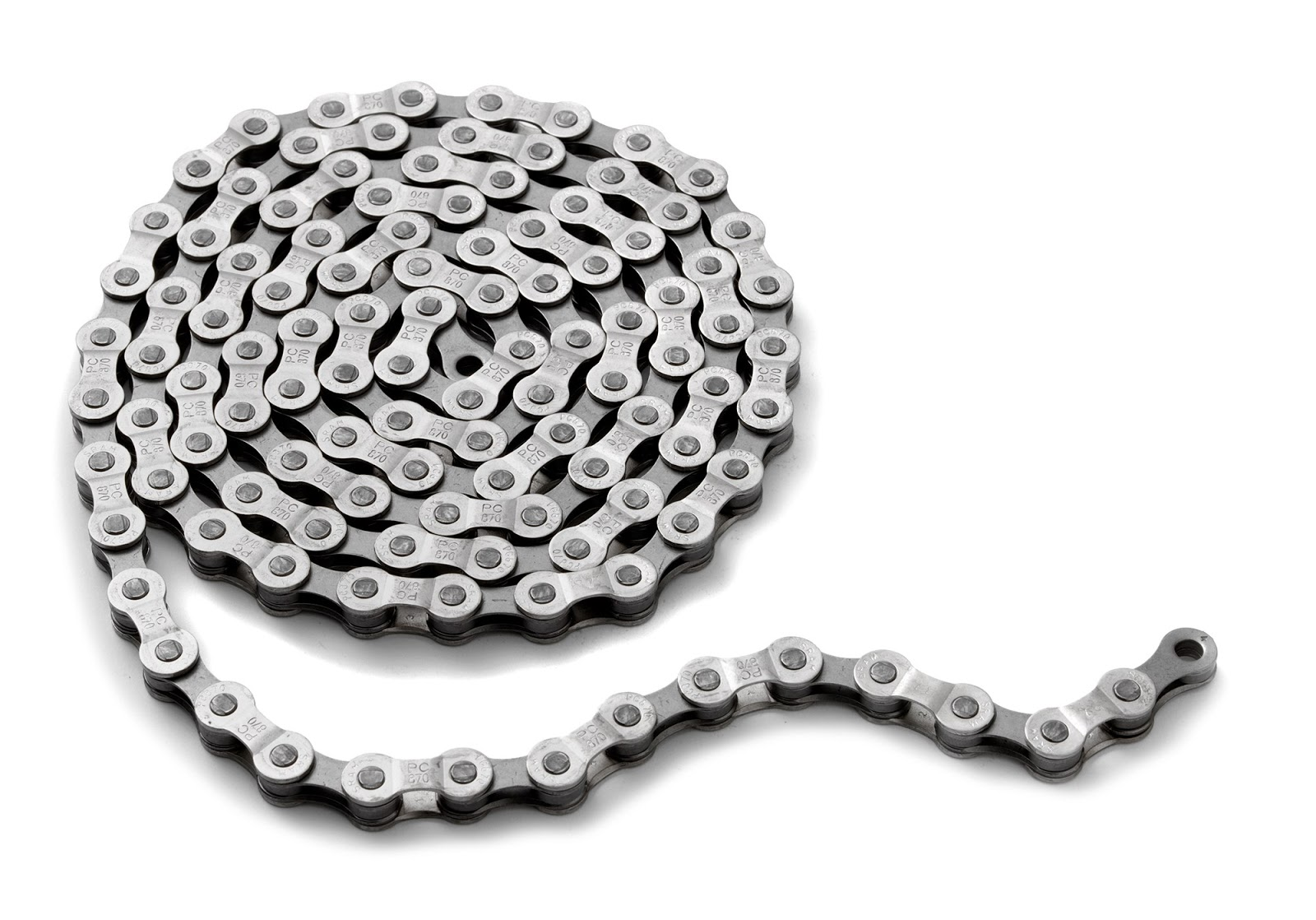
Ланцюг

Велосипедний ланцюг — роликовий ланцюг, який передає потужність від педалей до зубчатої зірки, що на задньому колесі велосипеда, тим самим просуваючи його. Більшість велосипедних ланцюгів зроблені з чистої вуглецевої або легованої сталі, але деякі з них нікельовані для запобігання утворення іржі, або просто для естетики та гарного вигляду

## Історія створення
Велосипедні ланцюги в практичному незмінному вигляді існують із другої половини XIX століття. Для велосипедного приводу використовують однорядні роликові велосипедні ланцюги. Але за цей час деякі зміни все ж таки відбулись. Починаючи із середини XX століття, ланцюги стали півдюймовими. Якщо раніше довжина ланки ланцюга складала один дюйм (25,4 мм.), то зараз вона рівна половині дюйма (12,7 мм.) Це покращило плавність роботи ланцюга, зменшило шум і позбавило труднощів при перемиканні передач. Крім того, в старих велосипедних ланцюгах дві сусідні ланки з'єднувались за допомогою циліндричного стакана (втулки), всередину якого вставляється з'єднувальний штифт (reinforced pin), і ролика, який знаходиться поверх стакана.
Нові ланцюги в процесі роботи експлуатуються без стакана, роль якого виконують загнуті всередину щілин боки внутрішніх пластин. Ці пластини не плоскі, а трохи зігнуті в подовженому напрямі, який надає ланцюгу гнучкість (легкість згинання), що полегшує роботу з перекосом і перехід з однієї зірки на іншу. Крім того, мастило може легко проникати всередину ланцюга. Ланцюги Shimano з'єднуються за допомогою стальних штифтів, які продаються в комплекті з ланцюгами. Штифти мають довжину, відповідну ширині ланцюга. Штифти складаються із двох частин, і після того, як штифт за допомогою вижимки вставлений в ланцюг до упору, передня, злегка загострена частина відламується. Виробники SRAM, KMC виготовляють ланцюги як зі штифтами, так і з спеціальними замковими ланками. Замкова ланка складається із двох частин, кожна з яких - це щічка із запресованим із однієї сторони штифтом. Такі замки дозволяють ставити і знімати ланцюги без вижимки ланцюга.

## Вибір ланцюга
При виборі ланцюга важливим параметром є - ширина ланцюга. Ланцюги з різною шириною не завжди взаємозамінні. В таблиці приведені ширина, найменування ланцюга і рекомендовані для роботи з ними групи навісного обладнання та кількість передач або швидкостей. В комірці "Маркування" наведені два значення в дюймах: довжина ланцюга (1/2 д = 12,7 мм.) та ширина ролика ланцюга (3/32 д = 2,381 мм.) Чим ширший ролик тим ширший ланцюг.

## Обслуговування ланцюга
Цей розділ є найпроблемнішим через відсутність єдиних правил та рішень щодо обслуговування ланцюга, тому користувач вправі вибрати те рішення, яке йому до вподоби. Багато різноманітних факторів впливають на зношення та життєвий цикл ланцюга і це не дозволяє сформулювати одне єдине правило. Ресурс ланцюга великий, але він скорочуюється при таких факторах:

### Причини зносу
1. Недостатнє використання мастила;
2. Неправильно вибране мастило (рослинна олія, мастило для швейних машинок тощо);
3. Бруд, пісок, іржа, працює як абразивний матеріал;
4. Вода яка змиває змазку (дощ, вода під час миття велосипеда);
5. Великий перекіс ланцюга (неправильно вибрана каретка, шатун, задня перекидка та їх налаштування);
6. Великі навантаження на велосипед (їзда на пониженій передачі під гору).

### Обов'язкові правила
1. В суху погоду ланцюг повинен ззовні бути повністю сухим та очищеним від  бруду.
2. В дощ та відповідну погоду повинен бути змащений достатньою кількістю велосипедного мастила.
3. Вартість ланцюга є меншою чим касета, тому вигідніше міняти ланцюг чим повністю всю систему.

При рівномірному навантаженні на ланцюг його з часом потрібно все  ж таки замінити через кожних 2000 км. (MTB). Для гібридів та шосейних велосипедів, при використанні у сприятливу погоду, термін використання можна продовжити на 3000-6000 км. Для цього потрібно змащувати ланцюг тільки в чистому вигляді без бруду. Якщо ланцюг із знімним замком, то ланцюг можна промити в бензині, дизельному паливі, розріджувачі. Потім протерти після його висихання та змастити мастилом. Якщо ланцюг не розбірний, то краще використовувати спеціальні машинки для очищення ланцюгів, які встановлюються прямо на велосипед. В корпус машинки заливається гас, дизельне паливо або теплу воду з мийним засобом.
Ланцюг потрібно періодично обробляти аерозолями-очищувачами, типу WD-40. Така обробка частково замінює миття ланцюга. Змащувати ланцюг потрібно в дощову погоду через кожних 50-80 км., а суху погоду 150-250 км.

### Мастило
Для велосипедних ланцюгів потрібно використовувати спеціальне мастило, яке продається у велосипедних магазинах. Як правило, дане мастило призначене для ланцюгів в різну пору року використання. Об'єм упаковки невеликий, але й витрати його теж невеликі, через високу якість мастила. Дане мастило дороговартістне в порівнянні з іншими мастилами для інших груп механізмів, але висока вартість виправдана високою якістю.
Виробники мастила: Tersus, Motorex,  Joes, FINISH LINE та інші.